# Рудник (Стараховицький повіт)
Рудник (пол. Rudnik) — село в Польщі, у гміні Броди Стараховицького повіту Свентокшиського воєводства.
Населення — 326 осіб (2011).
У 1975——1998 роках село належало до Келецького воєводства.

## Демографія
Демографічна структура на день 31 березня 2011 року:
|          | Загалом | Допрацездатний вік | Працездатний вік | Постпрацездатний вік |
| -------- | ------- | ------------------ | ---------------- | -------------------- |
| Чоловіки | 155     | 25                 | 115              | 15                   |
| Жінки    | 171     | 32                 | 98               | 41                   |
| Разом    | 326     | 57                 | 213              | 56                   |